# Jari Leppä
Jari Juhani Leppä (ur. 24 czerwca 1959 w Pertunmaa) – fiński polityk i rolnik, poseł do Eduskunty, od 2017 do 2022 minister rolnictwa i leśnictwa.

## Życiorys
W 1979 ukończył szkołę średnią o profilu rolniczym. Od 1980 zatrudniony w rolnictwie, wchodził w skład władz organizacji młodzieżowych i rolniczych regionu Sawonia Południowa. Zaangażował się w działalność polityczną w ramach Partii Centrum. Od 1993 wybierany na radnego swojej rodzinnej miejscowości. W latach 1993–1996 zasiadał w jej zarządzie, a od 1997 powoływany na przewodniczącego rady gminy Pertunmaa.
W 1999 po raz pierwszy został deputowanym do Eduskunty. Mandat poselski odnawiał w wyborach w 2003, 2007, 2011, 2015 i 2019. W maju 2017 wszedł w skład gabinetu Juhy Sipili jako minister rolnictwa i leśnictwa. Pozostał na tym stanowisku również w powołanym w czerwcu 2019 rządzie Anttiego Rinne oraz w utworzonym w grudniu 2019 gabinecie Sanny Marin. Zakończył urzędowanie w kwietniu 2022.